# P–47 Thunderbolt
A Republic P-47 Thunderbolt (magyarul Villámcsapás) amerikai vadászrepülőgép volt a második világháború során. Teljesen feltöltve nehezebb volt, mint a német Do 17 bombázó, így a legnehezebb egymotoros vadászgép volt a háború során. A típust repülő pilóták több becenévvel illették. Ilyen volt a Jug (magyarul Vödör, a Juggernaut, azaz a Könyörtelen erő rövidítésével), vagy a Hun (a hunok után), de a „dundi fickó” is közkeletű volt. Robusztus felépítésű sárkánya nagyon sérülésállónak bizonyult, nyolc nehézgéppuskája pedig kompenzálta a könnyebb vadászokkal szembeni lomhaságát. 7600 m fölött a repülési magasság növekedésével teljesítménye egyre inkább felülmúlta a Mustangét. A P–51 Mustang elterjedését követően a háború utolsó két évében már inkább alacsonytámadó feladatkörben került alkalmazásra az európai és a távol-keleti hadszíntereken egyaránt.

## Technikai jellemzők
A nagyméretű léghűtéses Pratt & Whitney csillagmotor kiváló erőforrásnak bizonyult, de nagy méretei miatt a repülőgép méretei növekedtek meg: a négytollú légcsavar a nagy motorteljesítmény miatt 3,7 méter átmérővel bírt, ezért hosszú futómű szárral rendelkezett a gép. A behúzható futóműveknek viszont sok hely kellett, így a hatalmas tűzerőt biztosító 8 darab 12,7 mm-es géppuska már csak a szárnyakon kapott helyet. A kipufogógázok a pilótafülke mögött oldalt kerültek kivezetésre egy turbófeltöltőn keresztül, ezért a repülőgép törzse igen szélessé vált, de a kipufogó gázok tolóerejét így hasznosítani tudták. Újdonságként hatott, hogy a pilótafülke már légkondicionált volt, valamint a fegyverkamrát fűteni lehetett, elkerülendő a fegyverek befagyását.

### A D változat adatai
Hajtómű: Pratt & Whitney R–2800-59 Double Wasp 18 hengeres csillagmotor
Teljesítmény: 2535 LE
Maximális sebesség: 697 km/óra 9150 m (30 000 láb) magasságban
Csúcsmagasság: 12495 m
Hatótávolság: 3060 km
Emelkedés: 976 m/perc
Fegyverzet: 8 db 12,7 mm-es géppuska, maximum 1143 kg bomba vagy rakéták a szárny alá függesztve
Fesztávolság: 12,4 m
Hosszúság: 11,02 m
Szárnyfelület: 27,87 m²
Szerkezeti tömeg: 4513 kg
Maximális felszálló tömeg: 7938 kg

## Típusváltozatai
P–47BAz első változat, mellyel az amerikai 8. légi hadsereget ellátták, 1943-ban. Vadászként kaptak ekkor szerepet B–17-es és B–24-es bombázók kíséreteként. A típus hátsó része ekkor még ún. „pengehátú” (eredeti nevén razorback), így a pilótafülke is „rácsos” szerkezetű volt, amely nem biztosított megfelelő kilátást hátrafelé.
P–47CEme változat már póttartályokat is képes volt hordozni, valamint nagyobb teljesítményű motorral építették, így 1944 tavaszán már a bombázókat egészen Berlinig tudták kísérni a Thunderboltok. A C–1 változattól kezdődően a szélvédő és a motor közé egy 8 hüvelyk hosszú betoldás került (egy újabb törzskeret) a tűzfalnál, valamint a szárnytő alatti olajhűtőzsaluk száma oldalanként kettőre nőtt. A C prototípusa a 41–6066 sorozatszámú gép lett. A törzs meghosszabbításával a gép súlyponta előrébb került, mely kedvezően hatott a vezethetőségre, továbbá a motor mögötti teret is jobban lehetett szerelni. Módosították az elektromos rendszert, a törzs-alsórészt és a fékeket, illetve egy hidraulikus féklap-rásegítőt (flap equalizer) is beépítettek. Összesen 55 darab C–1 épült. A C–2-t már ellátták egy törzs alatti felfüggesztő csomóponttal, melyre egy 200 gallonos póttartályt függeszthettek. Más egyébben megegyezik a C–1-gyel. Összesen 128 darab C–2 épült. A C–5-nél a rádióantennát módosították, kisebb lett, valamint kabinfűtést építettek be, a motor által termelt hulladékhőt felhasználva. Összesen 362 darab C–5 épült a teljes 602 darabos C-sorozatból.
P–47DA legelterjedtebb változat, amelyet 1943-ban kezdtek gyártani. A Republic Aviation nem volt képes fokozni a Farmingdale-i gyár termelését, ezért az indianai Evansville-ben épített egy másik gyárat a típusnak. Mivel két gyárban folyt a termelés, a Hadügyminisztérium a két gyár termékeinek megkülönböztetését írta elő, így az Evansville-ben gyártott C–2-k típusjelébe bekerült az RA mozaikszó és D jelölést kaptak. Összesen 110 darab P–47D–RA-t épített itt. Az első Farmingdale-i D a D–1 lett, és RE jelet kapott az összes itt összeszerelt gép. Mivel erősebb az R–2800–21 motort építették be, ezért a motorburkolat végénél megnövelték a kipufogó övlemezek számát háromról ötre. A megnövekedett teljesítmény lehetővé tette, hogy a pilóta köré jobb páncélzatot építsenek. A D–1-eknek módosították az üzemanyag- és oxigénrendszerét, a kipufogórendszert, melyekkel tovább növelhető lett később a teljesítmény. Összesen 105 darab D–1–RE épült. A D–2 tovább módosított változat, a turbófeltöltőt érintették ezek. Összesen 665 darabot épített belőle a két gyár. A D–5–RE-ben új, GE C–21 turbófeltöltőt és regulátort alkalmaztak, mellyel lehetővé vált a feltöltőbe a vízbefecskendezés, ami tovább növelte a motor teljesítményét. A D–5 volt az első változat, melyen alkalmazható lett a B–7 típusú, kétpontos függesztőkonzol, ezt a törzs alá lehetett szerelni felfüggesztési csomópontként. Összesen 300 darab D–5 épült. A D–3–RA hasonló a D–2-höz, de még nem D–5 szabványú, a D–4–RA már C–21 feltöltővel és vízbefecskendezéssel épült, de még ez sem D–5 teljesen. A D–3/D–4 változatokból összesen 200 darab épült. A D–6–RE hasonló a D–5-höz, azonban módosították az elektromos rendszerét, 350 darab D–6–RE épült.
Buborék alakú kabintetőt kapott a gép a 25. sorozattól (P–47D–25), aminek következtében megnőtt a pilóta látótere oldalra és hátra. Ettől kezdve ezt a kabintetőt alkalmazták a típus sorozatgyártásának leállításáig. A motoron még tovább javítottak, majd 1944-től a gyárak fényes színtelen lakkfestéssel szállították a gépeket, hogy még nagyobb sebességre legyenek képesek. A D változatot gyakran alkalmazták alacsonytámadó feladatokra a P–51B Mustangok 1944 januári elterjedését követően. Normandiában a gép rendkívül strapabírónak bizonyult, mivel sárkányának nagy teherbírása miatt olyan sérülésekkel is képes volt hazarepülni, ami más gépek vesztét okozta volna. Ebből a változatból 12 602 darab épült.
P–47M1944 decemberében vetették be először: akár 756 km/órás sebességgel is tudott repülni, szárnyaira pedig pót féklapokat szereltek, hogy fordulóharcban kisebb sebességgel, tehát kisebb sugarú körön tudjanak fordulni: ez a tervezési lépés nyilvánvalóan az új német sugárhajtású repülőgépek ellen lett kifejlesztve, amelyeket egy jól forduló gép a feltevések szerint könnyen kimanőverezhetett.
P–47NAz utolsó bevetett változat, melynek még jobban megnövelték a fesztávolságát, hogy még két póttartályt képes legyen hordozni. Ettől a szárny oldalviszonya, ezzel a szolgálati csúcsmagassága is nőtt. Ezt a változatot a csendes-óceáni hadszíntéren kívánták bevetni. 1944 decemberében kezdték el gyártani.

## Harci alkalmazása
Részt vett Magyarország bombázásában a második világháborúban a bombázó kötelékek kísérő vadászgépeként.

### Thunderboltok a csendes-óceáni hadszíntéren
Az amerikai Ötödik légierő alkalmazásában lettek bevetve.
- McDowell, Ernest R.. Thunderbolt. The Republic P-47 Thunderbolt in the Pacific Theater (angol nyelven). Squadron/Signal Publications, Aircraft in Action No.6079. ISBN 0-89747-398-1 (1999)

A Mariana-szigeteki hadjárathoz rendelt gépeket, a Hetedik légierő 318. FG gépeit, 1944 májusa végén hajózták be az oahui repülőtérről, majd az utolsó karbantartást követően Pearl Harborban szálltak le (feltehetően a Ford-szigeten). A három századnyi repülőgépet a kikötőbe vontatták és a USS Manila Bay (CVE 61) és a USS Natoma Bay (CVE 62) fedélzetére daruzták be. Hatvan mérfölddel a partoktól 1944. június 22-én lőtték ki őket gőzkatapulttal, mindegyik repülőgép épségben szállt le Saipan sziget déli részén (Isley Fileden, korábbi nevén Aslito Airfield), ahol ekkor már zajlott a saipani csata. A nap végén már kijelölt célpontokat is támadtak, elsőként alkalmaztak napalmbombákat, póttartályokból átalakítva.
https://en.wikipedia.org/wiki/318th_Fighter_Group
https://web.archive.org/web/20150414023905/http://www.home.earthlink.net/~atdouble/~318thFighterGroup.Canton.html
-->

## Üzemeltető országok
Amerikai Egyesült Államok
- Az Amerikai Egyesült Államok Légiereje

 Brazília
- Brazília hadereje

 Egyesült Királyság
- Brit Királyi Légierő

 Franciaország
- Franciaország hadereje[10]

 Szovjetunió
- Szovjet Légierő